# Primavera de Praga

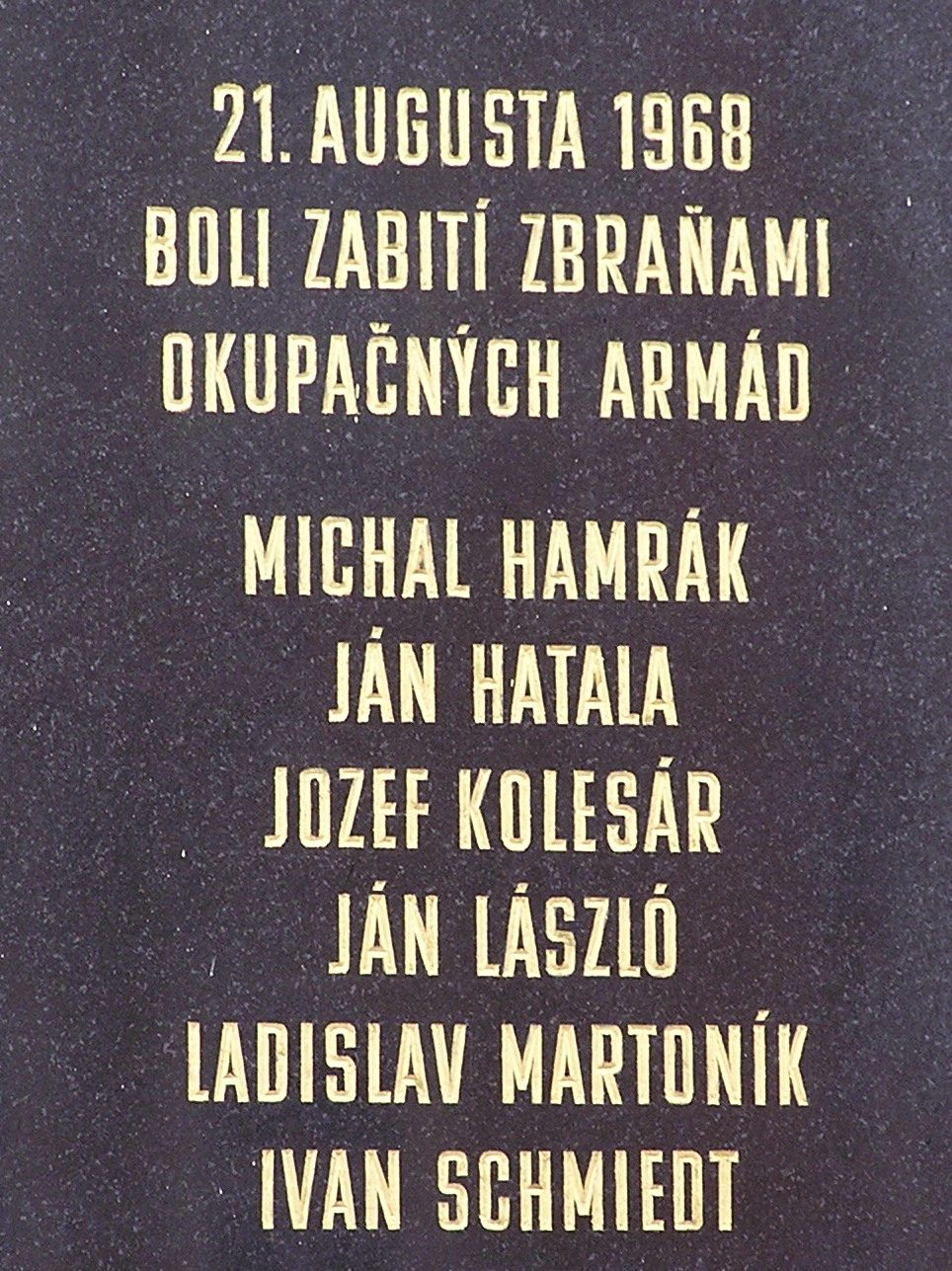
Placa do Memorial em Košice, atual Eslováquia.

A Primavera de Praga foi um período de liberalização política na Tchecoslováquia durante a época de sua dominação pela União Soviética após a Segunda Guerra Mundial. Esse período começou em 5 de Janeiro de 1968, quando o reformista eslovaco Alexander Dubček chegou ao poder, e durou até o dia 21 de Agosto quando a União Soviética e os membros do Pacto de Varsóvia invadiram o país para interromper as reformas.
As reformas da Primavera de Praga foram uma tentativa de Dubček, aliado a intelectuais tchecoslovacos, de conceder direitos adicionais aos cidadãos num ato de descentralização parcial da economia e de democratização. As reformas concediam também um relaxamento das restrições às liberdades de imprensa, de expressão e de movimento e ficaram conhecidas como a tentativa de se criar uma “social-democracia” (ou, segundo outros, "um socialismo de rosto humano).
Dubček também dividiu o país em duas repúblicas separadas; essa foi a única reforma que sobreviveu ao fim da Primavera de Praga.
As reformas não foram bem recebidas pelos soviéticos  que, após as falhas nas negociações, enviaram milhares de tropas e tanques do Pacto de Varsóvia para ocupar o país. Uma grande onda de emigração varreu o país. Apesar de ter havido inúmeros protestos pacíficos no país, inclusive o suicídio de um estudante, não houve resistência militar. A Tchecoslováquia continuou ocupada até 1990.
Após a invasão, a Tchecoslováquia entrou em um período de normalização: Os lideres seguintes tentaram restaurar os valores políticos e econômicos que prevaleciam antes de Dubček ganhar poder no Partido Comunista da Tchecoslováquia (KSČ, em tcheco). Gustáv Husák, que substituiu Dubček e também tornou-se presidente, retirou quase todas as reformas de Dubček. A Primavera de Praga imortalizou-se na música e na literatura pelas obras de Karel Kryl e de Milan Kundera, como “A Insustentável Leveza do Ser”.

## História
O movimento da Primavera de Praga foi liderado por intelectuais reformistas do Partido Comunista Tcheco, interessados em promover grandes mudanças na estrutura política, econômica e social, na Tchecoslováquia. A proposta surpreendeu a sociedade tcheca, que em 5 de Abril de 1968 soube das propostas reformistas dos intelectuais comunistas.
O objetivo de Dubcek era "desestalinizar" o país, removendo os vestígios de despotismo e  autoritarismo, que considerava aberrações no sistema socialista.  Com isso, o secretário-geral do partido prometeu uma revisão da Constituição, que garantiria a liberdade do cidadão e os direitos civis.  A abertura política abrangia o fim do monopólio do partido comunista e a livre organização partidária, com uma Assembléia Nacional que reuniria democraticamente todos os segmentos da sociedade tcheca.  A liberdade de imprensa, o Poder Judiciário independente e a tolerância religiosa eram outras garantias expostas por Dubcek.
As propostas foram apoiadas pela população. O movimento que propôs a mudança radical da Tchecoslováquia, dentro da área de influência da União Soviética, foi chamada de Primavera de Praga. Assim sendo, diversos setores sociais se manifestaram em favor da rápida democratização.  No mês de junho, um texto de “Duas Mil Palavras” saiu publicado na Liternární Listy (Gazeta Literária), escrito por Ludvík Vaculík e assinado por personalidades de todos sectores sociais, pedindo a Dubcek que acelerasse o processo de abertura política.  Eles acreditavam que era possível transformar, pacificamente, um regime ortodoxo comunista para um regime socialista democrático aos moldes ocidentais.  Com estas propostas, Dubcek tentava provar a possibilidade de uma economia coletivizada conviver com ampla liberdade econômica.
A União Soviética, temendo a influência que uma Tchecoslováquia democrática e socialista, independente da influência soviética e com garantias de liberdades à sociedade, pudesse passar às nações socialistas e às "democracias populares", mandou tanques do Pacto de Varsóvia invadirem a capital Praga em 21 de Agosto de 1968. Dubcek foi detido por soldados soviéticos e levado a Moscou. Na cidade de Praga a população reagiu à invasão soviética de forma não violenta, desnorteando as tropas. A organização quase espontânea foi em parte liderada pela cadeia de vários pequenos transmissores construídos às pressas por membros do exército tcheco e aficcionados por rádio transmissores: a Rádio Tchecoslováquia Livre. Cada emissora transmitia instruções para a população por não mais que 9 minutos e depois saia do ar, dando o espaço para uma outra, impossibilitando assim a triangulação do sinal. Suas instruções eram para a população manter a calma e, sobretudo, não colaborar com os invasores. Os russos ainda tentaram trazer uma potente estação de rádio para criar interferências nos sinais, porém, os ferroviários tchecos, com uma extrema competência, atrasaram a entrega e, quando a estação chegou ao seu destino, estava inutilizável.

Os russos conseguiram uma ocupação total em poucas horas, porém chegaram a um impasse político: as diversas tentativas para criar um governo colaboracionista fracassaram e a população tcheca foi eficiente em minar a moral das tropas. No dia 23 se iniciou uma greve geral, e no dia 26 se publicou o decálogo da não cooperação:
não sei, não conheço, não direi, não tenho, não sei fazer, não darei, não posso, não irei, não ensinarei, não farei!
Através de uma rede de radioamadores, a população era informada sobre ações que poderiam ser organizadas para levar a cabo uma resistência não violenta. Tal reação foi espontânea, devido à impossibilidade de se utilizar a ação violenta. De certa forma, a população se inspirou em um livro picaresco muito popular, "O valente soldado Chveik", onde o personagem usava de travessuras para expulsar as tropas invasoras.
A paralisação dos trens interrompeu a comunicação com os países aliados, e para evitar que os tanques chegassem até Praga, as placas de sinalização foram invertidas, e depois pintadas com uma tinta fácil de se raspar. Quando os soldados raspavam as tintas para verem a indicação correta, acabavam indo na direção de Moscou.
Enquanto isso, os raptores contavam a Dubcek que a população tcheca estava sendo massacrada, como fora a população húngara, 12 anos antes, o que o levou a assinar um acordo de renúncia.
As reformas foram canceladas e o regime de partido único continuou a vigorar na Tchecoslováquia.  Em protesto contra o fim das liberdades conquistadas, o jovem Jan Palach ateou fogo ao próprio corpo numa praça de Praga em 16 de Janeiro de 1969.
Por sua vez, os comunistas tchecos antiliberalismo apoiaram a invasão soviética, uma vez que eles acreditavam que as reformas de Dubček trariam um precoce desastre econômico e social, o que mais tarde realmente ocorreria em 1991 com o colapso soviético. Sinal disto, é a divisão do partido em dois lados, os liberais (reformistas) e os antiliberalismo, que contariam com o apoio soviético, o poder mais influente.